# 皮海河

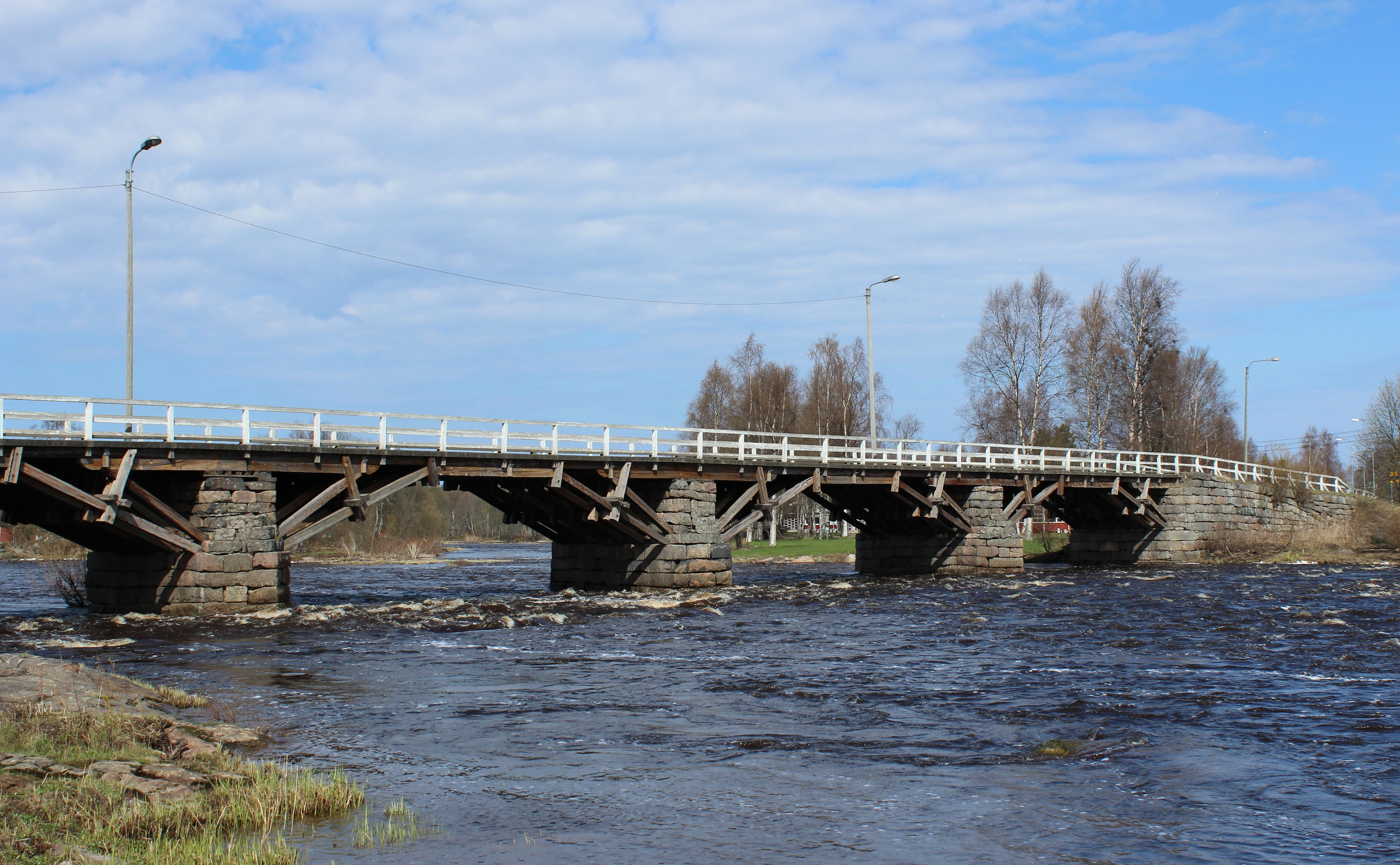

皮海河（芬蘭語：Pyhäjoki）是芬蘭北波赫扬马区的河流，河水主要來自融雪，最終注入波的尼亞灣，河道全長166公里，流域面積3,750平方公里，平均流量每秒30立方米。